# Ånge köping
Denna artikel handlar om den tidigare kommunen Ånge köping. För orten se Ånge, för dagens kommun, se Ånge kommun.
Ånge köping var en tidigare kommun i Västernorrlands län. Centralort var Ånge och kommunkod 1952-1970 var 2260.

## Administrativ historik
Ånge köping bildades den 1 januari 1946 (enligt beslut den 16 mars 1945) genom en utbrytning ur Borgsjö landskommun av Ånge by och stationssamhälle. Inom den nya köpingen gällde två av stadsstadgorna: brandstadgan och byggnadsstadgan.
Köpingen påverkades inte av kommunreformen 1952 och förblev oförändrad fram till år 1971 då den kom att bli en del av den nya Ånge kommun.

### Kyrklig tillhörighet
Köpingen hörde i kyrkligt hänseende till Borgsjö församling.

## Köpingsvapnet
Blasonering: I rött fält en merkuriestav av guld överlagd med en bjälke av guld, som är belagd med ett rött, bevingat hjul.
Detta vapen fastställdes av Kungl. Maj:t den 30 januari 1948. Se artikeln om Ånge kommunvapen för mer information.

## Geografi
Ånge köping omfattade den 1 januari 1952 en areal av 9,99 km², varav 8,79 km² land.

### Tätorter i köpingen 1960
I Ånge köping fanns tätorten Ånge, som hade 3 942 invånarea den 1 november 1960. Tätortsgraden i köpingen var då 96,3 procent.

## Politik

### Mandatfördelning i valen 1946-1966
| 4 | 14 | 2 | 2 | 3 |

| 21 | 4 |

|  | 15 | 2 | 5 | 2 |

| 22 |

| 2 | 14 | 6 | 3 |

| 22 |

|  | 16 |  | 4 | 3 |

| 22 |

|  | 17 |  | 4 | 2 |

| 22 |

| 16 | 2 | 4 |  | 2 |

| 21 | 4 |

### Fotnoter
1. ↑   (PDF) Folkräkningen den 31 december 1945, I, Areal och folkmängd inom särskilda förvaltningsområden m.m., Befolkningsagglomerationer. Stockholm: Statistiska centralbyrån. 1947. sid. 87. Arkiverad från originalet den 25 oktober 2014. https://www.webcitation.org/6TamDOErk?url=http://www.scb.se/Grupp/Hitta_statistik/Historisk_statistik/_Dokument/SOS/Folkrakningen_1945_1.pdf. Läst 25 oktober 2014 Arkiverad 24 september 2015 hämtat från the Wayback Machine.
2. ↑  Per Andersson: Sveriges kommunindelning 1863-1993, Draking, Mjölby 1993, ISBN 91-87784-05-X, s. 92
3. ↑  ”Förteckning (Sveriges församlingar genom tiderna)”. Skatteverket. 1989. http://www.skatteverket.se/privat/folkbokforing/omfolkbokforing/folkbokforingigaridag/sverigesforsamlingargenomtiderna/forteckning.4.18e1b10334ebe8bc80003999.html. Läst 17 december 2013.
4. ↑  ”Svenska Heraldiska Föreningens vapendatabas”. Arkiverad från originalet den 18 oktober 2012. https://web.archive.org/web/20121018011750/http://databas.heraldik.se/index.php. Läst 6 januari 2011.
5. ↑   (PDF) Folkräkningen den 31 december 1950, I, Areal och folkmängd inom särskilda förvaltningsområden m.m., Tätorter. Stockholm: Statistiska centralbyrån. 1952-05-19. sid. 108. Arkiverad från originalet den 1 oktober 2014. https://www.webcitation.org/6T09ZkyrB?url=http://www.scb.se/Grupp/Hitta_statistik/Historisk_statistik/_Dokument/SOS/Folkrakningen_1950_1.pdf. Läst 9 oktober 2014 Arkiverad 29 oktober 2013 hämtat från the Wayback Machine.
6. ↑  SCB Folkräkningen 1960 del 2 Arkiverad 24 september 2015 hämtat från the Wayback Machine. sida 43 i pdf:en
7. ↑  SCB Folk- och bostadsräkningen 1965 del 2 sida 143 i pdf:en